# Mauzoleum Georgiego Dimitrowa
Mauzoleum Georgiego Dymitrowa (bułg. Мавзолей на Георги Димитров) – ceremonialny grobowiec (mauzoleum) zlokalizowany przy pl. Aleksandra I Battenberga w Sofii, gdzie był pochowany Georgi Dimitrow. Obiekt został zbudowany w 1949 i istniał do 1999 kiedy to został zburzony. Po skremowaniu ciała Dymitrowa prochy przeniesiono na Cmentarz Centralny w 1990 roku.
Autorem projektu był Georgi Owczarow.